# 治水特別会計
治水特別会計（ちすいとくべつかいけい）とは、1960年(昭和35年)から2008年度(平成20年度)にかけて設けられていた国の特別会計の1つ。治水特会などと略される。

## 概要
特定多目的ダム建設に関する経理処理を一般会計から独立させるために昭和35年に制定された。管理は国土交通大臣。
主な事業は、河川事業、河川総合開発事業、砂防事業で、財源の内訳は、国費（一般会計からの繰入）、地方負担金がほとんどである。
2007年(平成19年)に成立した特別会計に関する法律により、2008年に他4特別会計とともに社会資本整備事業特別会計に統合された。